# Краљево ројал краунси
Ројал краунси Краљево су клуб америчког фудбала из Краљева у Србији. Основани су 2004. године и своје утакмице играју на Атлетском стадиону. Такмиче се тренутно у Првој лиги Србији, другом рангу такмичења - Група Југ.

## Женски тим
У оквиру клуба постоји и женска секција Ројал краунса, која се такмичи у флег фудбалу, бесконтактној верзији америчког фудбала. Екипа „Краљица“ је оформљена 2011. године и наступала је на неколико различитих турнира и у Флег лиги 2013. године, група Југ.